# El Güell (l'Esquirol)
El Güell és una masia de l'Esquirol (Osona) inclosa a l'Inventari del Patrimoni Arquitectònic de Catalunya.

## Descripció
Masia de planta rectangular (15 x 12 m), molt reformada. De l'original només resta l'estructura portant que es pot observar a la façana Nord. Coberta a dues vessants i amb el carener perpendicular a la façana situada a migdia. Consta de planta i primer pis i presenta un cos modern amb un porxo lateral adossat a la façana principal i un altre cos adossat a la façana Est, per la qual s'entra a l'habitatge a través d'unes escales d'obra que donen accés a un portal situat al primer pis. De l'entrada original de l'edifici només en resta un portal a la planta de la façana de migdia, que presenta una llinda escripturada il·legible i col·locada al revés i que segurament s'havia dut d'una altra construcció. La façana Oest presenta un cos de corts adossat a la planta i, al primer pis, quatre finestres. La façana Nord presenta igualment un cos modern adossat a la planta baixa i dues finestres al primer pis. La façana Est presenta com hem dit, un portal al primer pis i un cos de corts adossat a tot el sector nord.

## Història
Masia que pertany al terme de Sant Martí Sescorts, vinculat religiosament a Manlleu i civilment a la senyoria del Cabrerès. La seva demarcació forma part de la batllia del Cabrerès des del segle xv. Ara bé, la parròquia de Sant Martí Sescorts no es refon definitivament amb el municipi de l'Esquirol fins al 1824, quan el Consell de Castella va denegar l'existència de les "Masies de Santa Maria de Corcó", que havia funcionat entre el 1814 i el 1824 amb la capitalitat a Sant Martí Sescorts.